# アンジュルムの作品・出演一覧
アンジュルムの作品・出演一覧（アンジュルムのさくひん・しゅつえんいちらん）は、アンジュルム（旧・スマイレージ）の作品・出演に関する一覧記事である。

## 音楽
※「最高位」は「オリコン週間ランキング」に準ずる。

### シングル
| #                                                                                | タイトル                                                                                    | 順位                        | 発売日                      |
| S/mileage                                                                        | S/mileage                                                                                   | S/mileage                   | S/mileage                   |
| 4人：和田・前田・福田・小川                                                      | 4人：和田・前田・福田・小川                                                                 | 4人：和田・前田・福田・小川 | 4人：和田・前田・福田・小川 |
| 2009年                                                                           | 2009年                                                                                      | 2009年                      | 2009年                      |
| -------------------------------------------------------------------------------- | ------------------------------------------------------------------------------------------- | --------------------------- | --------------------------- |
| インディーズ                                                                     | ぁまのじゃく                                                                                | -                           | 06月07日                    |
| インディーズ                                                                     | あすはデートなのに、今すぐ声が聞きたい                                                      | -                           | 09月23日                    |
| インディーズ                                                                     | スキちゃん                                                                                  | 159位                       | 11月23日                    |
| スマイレージ                                                                     |                                                                                             |                             |                             |
| 2010年                                                                           |                                                                                             |                             |                             |
| インディーズ                                                                     | オトナになるって難しい!!!                                                                   | 42位                        | 03月14日                    |
| 1st                                                                              | 夢見る 15歳                                                                                 | 5位                         | 05月26日                    |
| 配信                                                                             | 夢見る 15歳(PAX JAPONICA GROOVE REMIX)                                                      |                             | 06月28日                    |
| 2nd                                                                              | ○○ がんばらなくてもええねんで!!                                                             | 6位                         | 07月28日                    |
| 配信                                                                             | ○○ がんばらなくてもええねんで!!(TopNude Remix Version 01)                                   |                             | 08月07日                    |
| 3rd                                                                              | 同じ時給で働く友達の美人ママ                                                                | 5位                         | 09月29日                    |
| 配信                                                                             | 同じ時給で働く友達の美人ママ(Remix Type1)                                                   |                             | 11月03日                    |
| 2011年                                                                           |                                                                                             |                             |                             |
| 4th                                                                              | ショートカット                                                                              | 5位                         | 02月09日                    |
| 5th                                                                              | 恋にBooing ブー!                                                                            | 6位                         | 04月27日                    |
| 6th                                                                              | 有頂天LOVE                                                                                  | 5位                         | 08月03日                    |
| 配信                                                                             | ショートカット (Remix.Ver)                                                                  |                             | 08月18日                    |
| 配信                                                                             | 有頂天LOVE～rocketman mix～                                                                 |                             | 08月18日                    |
| 8人：和田・前田・福田・中西・小数賀・竹内・勝田・田村                            |                                                                                             |                             |                             |
| 7th                                                                              | タチアガール                                                                                | 4位                         | 09月28日                    |
| 7人：和田・前田・福田・中西・竹内・勝田・田村                                    |                                                                                             |                             |                             |
| 8th                                                                              | プリーズ ミニスカ ポストウーマン!                                                           | 5位                         | 12月28日                    |
| 6人：和田・福田・中西・竹内・勝田・田村                                          |                                                                                             |                             |                             |
| 2012年                                                                           |                                                                                             |                             |                             |
| 9th                                                                              | チョトマテクダサイ!                                                                         | 6位                         | 02月01日                    |
| 10th                                                                             | ドットビキニ                                                                                | 6位                         | 05月02日                    |
| 11th                                                                             | 好きよ、純情反抗期。                                                                        | 7位                         | 08月22日                    |
| 12th                                                                             | 寒いね。                                                                                    | 6位                         | 11月28日                    |
| 2013年                                                                           |                                                                                             |                             |                             |
| 13th                                                                             | 旅立ちの春が来た                                                                            | 4位                         | 03月20日                    |
| 14th                                                                             | 新しい私になれ!/ヤッタルチャン                                                              | 4位                         | 07月03日                    |
| 15th                                                                             | ええか!?/「良い奴」                                                                         | 3位                         | 12月18日                    |
| 2014年                                                                           |                                                                                             |                             |                             |
| 16th                                                                             | ミステリーナイト!/エイティーン エモーション                                                 | 2位                         | 04月30日                    |
| 17th                                                                             | 嗚呼 すすきの/地球は今日も愛を育む                                                          | 5位                         | 08月20日                    |
| インディーズ                                                                     | 演劇女子部 S/mileage's JUKEBOX-MUSICAL『SMILE FANTASY!』                                    |                             | 12月10日                    |
| アンジュルム                                                                     |                                                                                             |                             |                             |
| 9人：和田・福田・中西・竹内・勝田・田村・室田・相川・佐々木                      |                                                                                             |                             |                             |
| 2015年                                                                           |                                                                                             |                             |                             |
| 18th                                                                             | 大器晩成/乙女の逆襲                                                                         | 2位                         | 02月04日                    |
| 19th                                                                             | 七転び八起き/臥薪嘗胆/魔法使いサリー                                                        | 2位                         | 07月22日                    |
| 20th                                                                             | 出すぎた杭は打たれない/ドンデンガエシ/わたし                                                | 2位                         | 11月11日                    |
| 2016年                                                                           |                                                                                             |                             |                             |
| 9人：和田・中西・竹内・勝田・田村・室田・相川・佐々木・上國料                    |                                                                                             |                             |                             |
| 21st                                                                             | 次々続々/糸島Distance/恋ならとっくに始まってる                                              | 2位                         | 04月27日                    |
| LP                                                                               | 次々続々/糸島Distance/恋ならとっくに始まってる                                              |                             | 08月10日                    |
| 9人：和田・中西・竹内・勝田・室田・相川・佐々木・上國料・笠原                    |                                                                                             |                             |                             |
| 22nd                                                                             | 上手く言えない/愛のため今日まで進化してきた人間 愛のためすべて退化してきた人間/忘れてあげる | 3位                         | 10月19日                    |
| 2017年                                                                           |                                                                                             |                             |                             |
| 8人：和田・中西・竹内・勝田・室田・佐々木・上國料・笠原                          |                                                                                             |                             |                             |
| 23rd                                                                             | 愛さえあればなんにもいらない/ナミダイロノケツイ/魔女っ子メグちゃん                          | 3位                         | 06月21日                    |
| 10人：和田・中西・竹内・勝田・室田・佐々木・上國料・笠原・船木・川村             |                                                                                             |                             |                             |
| DVD                                                                              | マナーモード/キソクタダシクウツクシク/君だけじゃないさ…friends                              | 2位                         | 12月13日                    |
| Blu-ray                                                                          | マナーモード/キソクタダシクウツクシク/君だけじゃないさ…friends                              | 9位                         | 12月13日                    |
| 2018年                                                                           |                                                                                             |                             |                             |
| 24th                                                                             | 泣けないぜ…共感詐欺/Uraha=Lover/君だけじゃないさ...friends(2018アコースティックVer.)        | 2位                         | 05月09日                    |
| 配信                                                                             | 夏将軍                                                                                      |                             | 07月21日                    |
| 25th                                                                             | タデ食う虫もLike it!/46億年LOVE                                                             | 5位                         | 10月31日                    |
| 2019年                                                                           |                                                                                             |                             |                             |
| 12人：和田・中西・竹内・勝田・室田・佐々木・上國料・笠原・船木・川村・太田・伊勢 |                                                                                             |                             |                             |
| 26th                                                                             | 恋はアッチャアッチャ/夢見た 15年                                                            | 2位                         | 04月10日                    |
| 11人：中西・竹内・室田・佐々木・上國料・笠原・船木・川村・太田・伊勢・橋迫       |                                                                                             |                             |                             |
| 27th                                                                             | 私を創るのは私/全然起き上がれないSUNDAY                                                     | 1位                         | 11月20日                    |
| 2020年                                                                           |                                                                                             |                             |                             |
| 8人：竹内・佐々木・上國料・笠原・船木・川村・伊勢・橋迫                          |                                                                                             |                             |                             |
| 28th                                                                             | 限りあるMoment/ミラー・ミラー                                                               | 4位                         | 08月26日                    |
| 配信                                                                             | SHAKA SHAKA TO LOVE                                                                         |                             | 12月24日                    |
| 2021年                                                                           |                                                                                             |                             |                             |
| 10人：竹内・佐々木・上國料・笠原・川村・伊勢・橋迫・川名・為永・松本             |                                                                                             |                             |                             |
| 29th                                                                             | はっきりしようぜ/泳げないMermaid/愛されルート A or B?                                       | 4位                         | 06月23日                    |
| 配信                                                                             | SHAKA SHAKA #2 LOVE カラフルライフ編                                                        |                             | 09月01日                    |
| 2022年                                                                           |                                                                                             |                             |                             |
| 10人：竹内・佐々木・上國料・川村・伊勢・橋迫・川名・為永・松本・平山             |                                                                                             |                             |                             |
| 30th                                                                             | 愛・魔性/ハデにやっちゃいな!/愛すべきべき Human Life                                        | 1位                         | 05月11日                    |
| 31st                                                                             | 悔しいわ/Piece of Peace〜しあわせのパズル〜                                                 | 5位                         | 10月19日                    |
| 2023年                                                                           |                                                                                             |                             |                             |
| 32nd                                                                             | アイノケダモノ/同窓生                                                                       | 2位                         | 06月14日                    |
| 11人：佐々木・上國料・川村・伊勢・橋迫・川名・為永・松本・平山・下井谷・後藤     |                                                                                             |                             |                             |
| 33rd                                                                             | RED LINE/ライフ イズ ビューティフル!                                                        | 2位                         | 12月13日                    |
| 2024年                                                                           |                                                                                             |                             |                             |
| 34th                                                                             | 美々たる一撃/うわさのナルシー/THANK YOU, HELLO GOOD BYE                                     | 2位                         | 06月12日                    |
| 10人：上國料・川村・伊勢・橋迫・川名・為永・松本・平山・下井谷・後藤             |                                                                                             |                             |                             |
| 35th                                                                             | 初恋、花冷え/悠々閑々 gonna be alright!!                                                    | 4位                         | 11月13日                    |
| 2025年                                                                           |                                                                                             |                             |                             |
| 9人：上國料・伊勢・橋迫・川名・為永・松本・平山・下井谷・後藤                    |                                                                                             |                             |                             |
| 36th                                                                             | アンドロイドは夢を見るか?/光のうた                                                          | 2位                         | 05月21日                    |

※順位はオリコン週間チャート最高位

#### コラボレーション
- マイ・スクール・マーチ（2010年11月24日） - おはガールメープル with スマイレージ名義
- 負けるな わっしょい!（2011年8月6日、コンサート会場・ショップ限定発売） - ベキマス名義
- ブスにならない哲学（2011年11月16日） - ハロー!プロジェクト モベキマス名義
- YEAH YEAH YEAH/憧れのStress-free/花、闌の時（2018年9月26日） - ハロプロ・オールスターズ名義

### アルバム
| #            | タイトル                                        | 発売日         | 順位         |              |
| スマイレージ | スマイレージ                                    | スマイレージ   | スマイレージ | スマイレージ |
| ------------ | ----------------------------------------------- | -------------- | ------------ | ------------ |
| 1st          | 悪ガキッ①                                       | 2010年12月08日 | 18位         |              |
| BEST         | スマイレージ ベストアルバム完全版①              | 2012年05月30日 | 13位         |              |
| 2nd          | ②スマイルセンセーション                         | 2013年05月22日 | 13位         |              |
| アンジュルム |                                                 |                |              |              |
| BEST         | S/mileage / ANGERME SELECTION ALBUM「大器晩成」 | 2015年11月25日 | 17位         |              |
| 3rd          | 輪廻転生〜ANGERME Past, Present & Future〜      | 2019年05月15日 | 5位          |              |
| 4th          | BIG LOVE                                        | 2023年03月22日 | 4位          |              |

※順位はオリコン週間チャート最高位

#### その他
- 全労済ホール/スペース・ゼロ提携公演 演劇女子部「モード」 オリジナルサウンドトラック（2016年11月2日）

#### デジタルアルバム
- アンジュルム コンサートツアー 2023秋 11人のアンジュルム ～ BEST ELEVEN ～（2024年4月24日、UP-FRONT WORKS）

#### コラボレーションアルバム
- 演劇女子部　ミュージカル 「LILIUM-リリウム 少女純潔歌劇-」オリジナルサウンドトラック（2014年8月6日） - 演劇女子部名義[2]
- 演劇女子部「夢見るテレビジョン」オリジナルサウンドトラック（2017年11月1日） - 演劇女子部名義

## 映像作品

### コンサート
- スペシャルジョイント 2010春 〜感謝満開!真野恵里菜2周年突入&スマイレージ メジャーデビューへ桜咲け!ライブ〜（2010年6月16日、hachama）[3]
- スマイレージ 1stライブツアー 2010秋 〜デビルスマイル エンジェルスマイル〜（DVD：2010年12月29日、BD：2011年7月13日、hachama）[4]
- ℃-ute&スマイレージ プレミアムライブ2011春〜℃&Sコラボレーション大作戦〜（BD：2011年7月13日、BD：2011年8月3日、hachama）
- スマイレージ 2011 Limited Live 'S/mile Factory'（DVD：2011年8月24日、hachama）[5]
- スマイレージコンサートツアー2011秋〜逆襲の超ミニスカート〜（DVD：2011年12月21日、BD：2012年1月25日、hachama）[6][7]
- スマイレージ ベストアルバム完全版① 発売記念スペシャルコンサート（DVD：2012年12月5日、UP-FRONT WORKS）[8]
- スマイレージ ライブツアー2012秋 〜ちょいカワ番長〜（DVD/BD：2013年2月20日、hachama）[9][10]
- ナルチカ2013秋 ℃-ute×スマイレージ（DVD/BD：2014年4月23日、zetima）[11][12]
- スマイレージ　ライブツアー2013秋　〜スマイルチャージ〜（DVD/BD：2014年5月14日、hachama）[13][14]
- スマイレージ LIVE 2014夏　FULL CHARGE　〜715 日本武道館〜（DVD/BD：2014年11月12日、hachama）[15][16]
- スマイレージライブツアー2014秋 〜FULL CHARGE〜 FINAL in O-EAST（DVD/BD：2015年3月18日、hachama）[17][18]
- アンジュルム　STARTING LIVE TOUR SPECIAL　@日本武道館 『大器晩成』（DVD/BD：2015年8月26日、hachama）[19][20]
- アンジュルム ファーストコンサートツアー 2015秋 『百花繚乱』 〜福田花音卒業スペシャル〜（DVD/BD：2016年3月2日、hachama）[21][22]
- アンジュルム コンサートツアー 2016春 『九位一体』 〜田村芽実卒業スペシャル〜（DVD/BD：2016年9月21日、hachama）[23][24]
- アンジュルム コンサートツアー 2017春 〜変わるもの 変わらないもの〜（DVD/BD：2017年8月23日、hachama）[25][26]
- アンジュルム OTODAMA SEA STUDIO 2017 夏だ!海だ!アンジュルムだ!! （DVD：2017年12月20日、UP-FRONT WORKS）[27]
- アンジュルム コンサート 2017 Autumn 「Black & White」special 〜風林火山〜（DVD/BD：2018年2月21日、hachama）[28][29]
- アンジュルム コンサートツアー 2018春 十人十色 ＋ ファイナル（DVD/BD：2018年10月3日、hachama）[30][31]
- ANGERME 1st Overseas Live Tour in Paris（DVD：2018年12月5日、UP-FRONT WORKS）[32]
- ハロプロ プレミアム アンジュルム コンサートツアー 2019春 ファイナル 和田彩花卒業スペシャル 輪廻転生 ～あるとき生まれた愛の提唱～（DVD/BD：2019年10月30日、hachama）[33][34]
- アンジュルム 2019秋「Next Page」～勝田里奈卒業スペシャル～（DVD/BD：2020年2月5日、hachama）[35][36]
- アンジュルム ライブツアー 2019夏秋「Next Page」～中西香菜卒業スペシャル～（DVD/BD：2020年4月1日、hachama）[37][38]
- Hello! Project presents...「Premier seat」～アンジュルム Premium～（BD：2021年2月24日、hachama）[39]
- アンジュルム コンサート2020 〜起承転結〜 船木結卒業スペシャル（DVD/BD：2021年4月28日、hachama）[40][41]
- アンジュルム コンサート2021「桃源郷 ～笠原桃奈 卒業スペシャル～」（DVD/BD：2022年3月16日、hachama）[42][43]
- アンジュルム CONCERT TOUR -The ANGERME- PERFECTION（DVD/BD：2022年11月2日、hachama）[44][45]
- アンジュルム CONCERT TOUR 〜The ANGERME Encore〜（BD：2022年12月21日、hachama）[46]
- アンジュルム concert 2022 autumn final ANGEL SMILE（DVD/BD：2023年4月26日、hachama）[47][48]
- ANGERME CONCERT 2023 BIG LOVE 竹内朱莉 FINAL LIVE「アンジュルムより愛をこめて」（DVD/BD：2024年1月17日、hachama）[49][50]
- アンジュルム コンサートツアー 2023秋 11人のアンジュルム ～ BEST ELEVEN ～（DVD/BD：2024年4月24日、hachama）[51][52]
- ANGERME CONCERT 2024 SECRET SECRET 佐々木莉佳子 FINAL「愛情の世界へ、君もおいでよ」（BD：2024年11月13日、hachama）[53]
- ANGERME 10th ANNIVERSARY TOUR 2024 AUTUMN「ROOTS」川村文乃 FINAL ☆KIRAKIRA☆」（BD：2025年5月14日、hachama）[54]

### イベント
- スマイレージ2ndオリジナルアルバム『②スマイルセンセーション』発売記念イベント（DVD：2013年5月22日、UP-FRONT WORKS）[55]
- BS-TBSサマーパーティー2013我らジャンヌ〜少女聖戦歌劇〜前夜祭（DVD：2014年2月22日、UP-FRONT WORKS）[56]
- BS-TBS 開局15周年特別企画 クールジャパン 〜道〜 「おんな日舞(アイドル日本流)＆ 演劇女子部ミュージカル『恋するハローキティ』感謝祭」（DVD：2016年3月9日）[57]
- BS-TBS 開局15周年特別企画 クールジャパン 〜道〜 「演劇女子部ミュージカル 『LILIUM-リリウム 少女純潔歌劇-』感謝祭」（DVD：2016年4月2日、UP-FRONT WORKS）[58]

### 舞台
- 劇団ゲキハロ第8回公演 「おばぁちゃん家のカレーライス～スマイルレシピ～」（DVD：2010年11月3日、hachama）[59]
- ゲキハロ第13回公演「我らジャンヌ〜少女聖戦歌劇〜」（DVD：2014年2月5日、UP-FRONT WORKS）[60]
- 演劇女子部 ミュージカル「LILIUM-リリウム 少女純潔歌劇-」（DVD：2014年9月24日、zetima）[61]
- 演劇女子部 S/mileage's JUKEBOX-MUSICAL 『SMILE FANTASY!』（DVD：2014年12月24日、hachama）[62]
- 全労済ホール/スペース・ゼロ提携公演 演劇女子部「モード」（DVD：2017年1月25日、hachama）[63]
- 演劇女子部 「夢見るテレビジョン」（DVD：2018年1月24日、hachama）[64]
- 演劇女子部「アタックNo.1」（DVD：2019年4月17日、hachama）[65]

### シングルV
1. ぁまのじゃく（2009年7月19日）
2. あすはデートなのに、今すぐ声が聞きたい（2009年10月6日）
3. スキちゃん（2010年1月2日）
4. オトナになるって難しい!!!（2010年4月3日）
5. 夢見る 15歳（2010年6月2日）
6. ○○ がんばらなくてもええねんで!!（2010年8月4日）
7. 同じ時給で働く友達の美人ママ（2010年10月6日）
8. 恋にBooing ブー!（2011年5月11日）
9. 有頂天LOVE（2011年8月10日）
10. タチアガール（2011年10月12日）
11. プリーズ ミニスカ ポストウーマン!（2012年1月11日）
12. チョトマテクダサイ!（2012年2月8日）
13. 好きよ、純情反抗期。（2012年8月29日）
14. 寒いね。（2012年12月5日）
15. 行かなくちゃ（2023年7月12日）

### PV集
1. スマイレージのミュージックVコレクション①（DVD：2011年2月16日）
2. スマイレージ 全シングル MUSIC VIDEO Blu-ray File 2011（BD：2011年12月21日）
3. スマイレージのミュージックVコレクション②（DVD：2012年5月16日、BD：2012年6月13日）
4. スマイレージのミュージックVコレクション③（DVD/BD：2015年1月21日）
5. ANGERME CLIPS Ⅰ（BD：2021年1月20日）

### イベントV（イベント会場限定盤）
1. 夢見る 15歳（2010年6月6日）
2. ○○ がんばらなくてもええねんで!!（2010年8月15日）
3. 同じ時給で働く友達の美人ママ（2010年11月14日）
4. ショートカット（2011年2月19日）
5. 恋にBooing ブー!（2011年5月21日）
6. 有頂天LOVE（2011年8月20日）
7. タチアガール（2011年10月15日）
8. プリーズ ミニスカ ポストウーマン!（2012年1月6日）
9. チョトマテクダサイ!（2012年3月3日、2012年3月4日）
10. ドットビキニ（2012年5月26日、2012年6月2日）
11. 好きよ、純情反抗期。（2012年9月17日）
12. 寒いね。（2013年2月16日）
13. 旅立ちの春が来た（2013年5月4日、2013年5月6日）
14. 新しい私になれ!（2013年7月14日、2013年7月15日）
15. ヤッタルチャン（2013年7月14日、2013年7月15日）
16. ええか!?（2014年1月11日、2014年2月2日）
17. 「良い奴」（2014年1月11日、2014年2月2日）
18. ミステリーナイト!（2014年5月17日、2014年5月31日）
19. エイティーン エモーション（2014年5月17日、2014年5月31日）
20. 嗚呼 すすきの（2014年9月20日、2014年9月21日）
21. 地球は今日も愛を育む（2014年9月20日、2014年9月21日）
22. 大器晩成（2015年2月22日、2015年3月8日）
23. 乙女の逆襲（2015年2月22日、2015年3月8日）
24. 七転び八起き（2015年8月16日、2015年9月19日）
25. 臥薪嘗胆（2015年8月16日、2015年9月19日）
26. 魔法使いサリー（2015年8月16日、2015年9月19日）
27. 出すぎた杭は打たれない（2015年11月23日）
28. ドンデンガエシ（2015年11月23日）
29. わたし（2015年11月23日）
30. 次々続々（2016年5月8日、2016年5月14日）
31. 糸島Distance（2016年5月8日、2016年5月14日）
32. 恋ならとっくに始まってる（2016年5月8日、2016年5月14日）
33. 上手く言えない／愛のため今日まで進化してきた人間愛のためすべて退化してきた人間／忘れてあげる（2016年11月23日）
34. 愛さえあればなんにもいらない／ナミダイロノケツイ／魔女っ子メグちゃん（2017年9月3日）
35. 泣けないぜ・・・共感詐欺/Uraha=Lover/君だけじゃないさ...friends(2018アコースティックVer.)（2018年6月10日）
36. タデ食う虫もLike it!/46億年LOVE（2019年2月2日）
37. 恋はアッチャアッチャ/夢見た 15年（2019年6月2日）
38. 私を創るのは私/全然起き上がれないSUNDAY（2020年2月8日）
39. 限りあるMoment/ミラー・ミラー（2020年10月1日）

コラボレーション
- ブスにならない哲学（2011年11月23日） - ハロー!プロジェクト モベキマス名義
- YEAH YEAH YEAH／花、闌の時（2018年10月20日） - ハロプロ・オールスターズ名義

### その他
- S/mile Factory〜スマイレージ4人で最後だYO!めでたいのにっ!〜（2011年9月21日）

## 公演

### 単独ライブ・コンサート

#### 2010年
- スマイレージ 1st ライブツアー 2010 秋 〜デビルスマイル エンジェルスマイル〜（10月9日 - 11月3日、4都市6公演）[66]

#### 2011年
- スマイレージ 2011 春 Limited Live "S/mile Factory"（6月12日、STUDIO COAST）[67]
- スマイレージコンサートツアー2011秋 〜逆襲の超ミニスカート〜（9月10日 - 10月8日、3都市8公演）[68]
- スマイレージライブハウスツアー2011秋 〜逆襲の超ミニスカート・ミニ〜（9月23日 - 10月23日、4都市12公演）[68]

#### 2012年
- スマイレージ ベストアルバム完全版①発売記念スペシャルコンサート（6月24日、ステラボール）[69]
- スマイレージ ライブツアー2012秋 〜ちょいカワ番長〜（9月23日 - 11月10日、8都市18公演）[70]

#### 2013年
- スマイレージ ライブツアー2013秋 〜スマイルチャージ〜（11月12日 - 12月12日、7都市7公演）[71]

#### 2014年
- スマイレージ ライブツアー2014春 〜スマイルチャージ〜（1月23日 - 5月25日、20都市28公演）[72]
- スマイレージ LIVE 2014夏 FULL CHARGE〜715(なぁいこう) 日本武道館〜（7月15日、日本武道館）[73]
- スマイレージ ライブツアー2014秋 〜FULL CHARGE〜（8月11日 - 12月17日、27都市42公演）[74]

#### 2015年
- アンジュルム　スターティング・ライブツアー　2015スプリング（3月14日 - 6月20日、13都市26公演）[75][76][77][78]
- アンジュルム STARTING LIVE TOUR SPECIAL@日本武道館『大器晩成』（5月26日、日本武道館）[79]
- アンジュルム ライブツアー 2015 SUMMER/AUTUMN　〜FIGHTING NINE〜（8月18日 - 10月31日、14都市26公演）[80][81]
- アンジュルム ファーストコンサートツアー2015秋『百花繚乱』（11月14日 - 11月22日、4都市7公演）[82]
- アンジュルム ファーストコンサートツアー 2015秋『百花繚乱』〜福田花音卒業スペシャル〜（11月29日、日本武道館）[83]

#### 2016年
- アンジュルム ライブツアー 2016春 『九位一体』（2月7日 - 4月9日、13都市26公演）[84][85]
- アンジュルム コンサートツアー 2016春 『九位一体』（5月5日 - 5月21日、4都市8公演）[86]
- アンジュルム コンサートツアー 2016春『九位一体』～田村芽実卒業スペシャル～（5月30日、日本武道館）[87]
- アンジュルム ライブツアー 2016秋 ～絆～（9月11日 - 12月23日、17都市34公演）[88][89]

#### 2017年
- アンジュルム ライブツアー 2017春 ～凜～（3月5日 - 4月1日、6都市11公演）[90]
- アンジュルム コンサートツアー 2017春 ～変わるもの 変わらないもの～（4月9日 - 5月15日、6都市11公演）[91][92]
- OTODAMA SEA STUDIO 2017 夏だ！海だ！アンジュルムだ！！（8月2日、OTODAMA SEA STUDIO）[93]
- アンジュルム ライブツアー 2017秋「Black & White」（9月10日 - 12月10日、18都市36公演）[94]
- アンジュルム コンサート 2017 Autumn 「Black & White」special ～風林火山～（11月11日、中野サンプラザ）[95]

#### 2018年
- アンジュルム 2018春 ライブハウス「十人十色」（3月3日 - 3月17日、3都市6公演）[96]
- アンジュルム コンサートツアー 2018春 十人十色 ＋（4月7日 - 5月13日、5都市11公演）[97]
- アンジュルム コンサートツアー 2018春 十人十色 ＋ ファイナル（5月28日、日本武道館）[98]
- アンジュルム ライブツアー 2018秋　電光石火（9月8日 - 11月10日、11都市22公演）[99][100]
- アンジュルム 2018秋 「電光石火」（10月28日 - 11月23日、2都市4公演）[101]

#### 2019年
- アンジュルム ライブツアー 2019春 〜輪廻転生〜（2月17日 - 3月10日、4都市8公演）[102]
- アンジュルム コンサートツアー 2019春 〜輪廻転生〜（4月6日 - 5月26日、10都市21公演）[103]
- ハロプロ プレミアム アンジュルム コンサートツアー 2019春 ファイナル 和田彩花卒業スペシャル 輪廻転生 〜あるとき生まれた愛の提唱〜（6月18日、日本武道館）[104]
- アンジュルム ライブツアー 2019夏秋「Next Page」（8月11日 - 12月8日、16都市30公演）[105]
- アンジュルム 2019秋「Next Page」〜勝田里奈卒業スペシャル〜（9月25日、パシフィコ横浜 国立大ホール）[106]
- アンジュルム 2019秋「Next Page」（11月4日、パシフィコ横浜 国立大ホール）[107]
- アンジュルム ライブツアー 2019夏秋「Next Page」～中西香菜卒業スペシャル～（12月10日、豊洲PIT）[108]

#### 2020年
- アンジュルム ライブツアー 2020冬春 ROCK ON! LOCK ON!（2月9日 - 22日、2都市4公演）[注 1][109]
- アンジュルム コンサートツアー 2020春 LOCK ON!ROCK ON!【開催中止】[注 2][110]
- アンジュルム コンサートツアー 2020春 LOCK ON!ROCK ON! ～船木結卒業スペシャル～【開催中止】[注 3][111]
- アンジュルム コンサート2020 〜起承転結〜 船木結卒業スペシャル（12月9日、日本武道館）[112]

#### 2021年
- アンジュルム コンサート2021「桃源郷 ～笠原桃奈 卒業スペシャル～」（11月15日、日本武道館）[113]

#### 2022年
- アンジュルム CONCERT TOUR ～The ANGERME～（3月19日 - 5月29日、12都市18公演）[注 4][114]
- アンジュルム CONCERT TOUR -The ANGERME- PERFECTION（6月15日、日本武道館）[115]
- アンジュルム CONCERT TOUR 〜The ANGERME Encore〜（7月10日 - 8月27日、4都市5公演）[注 5][注 6][116]
- アンジュルム concert tour angel and smile（9月24日 - 11月13日、13都市15公演）[注 7][117]
- アンジュルム concert 2022 autumn final ANGEL SMILE（11月30日、日本武道館）[118]

#### 2023年
- ANGERME CONCERT TOUR「BIG LOVE」（3月18日 - 5月28日、13都市18公演）[注 8][注 9][119]
- ANGERME CONCERT 2023 BIG LOVE 竹内朱莉 FINAL LIVE『アンジュルムより愛をこめて』（6月21日、横浜アリーナ）[120]
- ANGERME CONCERT TOUR「BIG LOVE」ENCORE（7月22日 - 9月2日、5都市6公演）[注 10][121]
- アンジュルム コンサートツアー 2023秋 11人のアンジュルム（9月16日 - 11月16日、7都市16公演）[122]
- アンジュルム コンサートツアー 2023秋 11人のアンジュルム 〜 BEST ELEVEN 〜（11月24日、日本武道館）[123]

#### 2024年
- アンジュルム concert tour 2024 spring「Secret secret」（4月6日 - 6月1日、10都市25公演）[124]
- ANGERME CONCERT 2024 SECRET SECRET 佐々木莉佳子 FINAL「愛情の世界へ、君もおいでよ」（6月19日、横浜アリーナ）[125]
- ANGERME 10th ANNIVERSARY TOUR 2024 AUTUMN「ROOTS」（9月21日 - 11月17日、8都市16公演）[126]
- ANGERME 10th ANNIVERSARY TOUR 2024 AUTUMN 「ROOTS」川村文乃 FINAL ☆KIRAKIRA☆（11月28日、日本武道館）[127]

#### 2025年
- アンジュルム 10th Anniversary tour 2025春「桜梅桃李」（4月5日 - 6月7日、9都市24公演）[128][129]
- アンジュルム 10th Anniversary tour 2025春「桜梅桃李＋」（5月13日、日本青年館ホール）[130][131]
- アンジュルム 10th Anniversary tour 2025春「桜梅桃李」上國料萌衣 FINAL 〜お先はまっキラ!〜（6月18日、横浜アリーナ）[132][133]
- アンジュルム ライブツアー 2025秋 〜Keep Your Smile!〜（9月6日 - 11月16日、16都市36公演）[134][135]

### 海外公演
- アンジュルム「フランスParis公演」（2018年6月3日、La Cigale）[136]
- アンジュルム 「アジアツアー」（2018年6月29日 - 7月1日、3都市3公演）[137]
- アンジュルム「メキシコ公演」（2019年9月7日、SALA PUEBLA）[138]
- ANGERME 2025「桜梅桃李」香港コンサート（2025年5月31日、Kitty Woo Stadium,Tung Pao）[139]
- ANGERME 2025「桜梅桃李」台湾コンサート（2025年6月1日、Hana Space 花漾展演空間）[139]

### 合同ライブ・コンサート

#### 2009年
- 2009 ハロー!プロジェクト新人公演6月 〜中野STEP!〜（6月7日、中野サンプラザ）[140]
- 2009 ハロー!プロジェクト新人公演9月 〜横浜JUMP!〜（9月23日、横浜BLITZ）[141]
- 2009 ハロー!プロジェクト新人公演11月 〜横浜FIRE!〜（11月23日、横浜BLITZ）[142]

#### 2010年
- 2010年ハロプロ エッグ ノリメンLIVE 2月（2月28日、山野ホール）[143]
- スペシャルジョイント 2010春 〜感謝満開!真野恵里菜2周年突入&スマイレージ メジャーデビューへ桜咲け!ライブ〜（2010年3月14日、NHK大阪ホール・3月21日、愛知県勤労会館・4月3日、渋谷C.C.Lemonホール）[144]
- 2010 ハロー!プロジェクト新人公演3月 〜横浜GOLD〜（3月27日、横浜BLITZ）[145]

#### 2011年
- ℃-ute&スマイレージ プレミアムライブ2011春〜℃&Sコラボレーション大作戦〜（4月16日 - 6月25日、3都市9公演）[146][注 11]

#### 2013年
- ナルチカ2013秋 ℃-ute × スマイレージ（10月5日 - 12月8日、8都市14公演）[147]

#### 2017年
- NTT docomo presents アンジュルムVSアップアップガールズ(仮)～THANK YOU! DEAR MY FRIENDS～（9月12日、Zepp DiverCity）[148]

#### 2022年
- 私立恵比寿中学 Major Debut 10th Anniversary 2MAN Zepp TOUR 「放課後ロッケンロール」（7月26日、Zepp Haneda (TOKYO)）[149]

#### 2023年
- さよなら中野サンプラザ音楽祭（6月11日、中野サンプラザ）[150]

#### 2024年
- Hello! Project 研修生発表会 2024 12月「カトレア」（12月7日・14日、Zepp DiverCity・Zepp Namba）[151] - ゲスト

#### 2025年
- 「ときめき♡超音波!!」アフターパーティーLIVE（3月16日、KT Zepp Yokohama） - 超ときめき♡宣伝部とのツーマンライブ

### ハロー!プロジェクト コンサート
ハロー!プロジェクトの作品・出演一覧#Hello! Project コンサートを参照。スマイレージはこのうち2009年7月に行われた「Hello! Project 2009 SUMMER 革命元年 〜Hello! チャンプル〜」以降のものに参加している。

### コンサート帯同
- 真野恵里菜ファーストコンサートツアー「Introduction～はじめての感動～」（2009年9月13日 - 22日、3都市6公演）
- Buono!ライブツアー2010～We are Buono!～（オープニングアクト。2010年2月20日・21日、Zepp Tokyo）
- ℃-uteコンサートツアー2010春～ショッキングLIVE～（オープニングアクト。2010年3月20日・28日・4月10日、3都市6公演）
- Berryz工房コンサートツアー2010初夏～海の家 雄叫びハウス～（オープニングアクト。2010年5月2日、中野サンプラザ）
- モーニング娘。コンサートツアー2010春～ピカッピカッ！～（オープニングアクト。2010年4月18日・4月29日・5月5日、3都市6公演）
- モーニング娘。コンサートツアー2010秋 〜ライバル サバイバル〜 亀井絵里・ジュンジュン・リンリン卒業スペシャル（オープニングアクト。2010年12月15日、横浜アリーナ）
- モーニング娘。コンサートツアー2013秋 〜CHANCE!〜（オープニングアクト・ゲストアクト。2013年11月28日、日本武道館）[152]
- モーニング娘。'14コンサートツアー秋 GIVE ME MORE LOVE ～道重さゆみ卒業記念スペシャル～（オープニングアクト。2014年11月26日、横浜アリーナ）[153]
- ℃-ute ラストコンサート in さいたまスーパーアリーナ 〜Thank you team℃-ute〜（オープニングアクト。2017年6月12日、さいたまスーパーアリーナ）[154]
- 嗣永桃子ラストライブ ♥ありがとう おとももち♥（オープニングアクト。2017年6月30日、青海野外特設会場）[155]

### ライブイベント・音楽フェス

#### 2010年
- お台場合衆国2010 魁！音楽番付ライブ（7月30日、お台場合衆国2010 ペケポン×ステージ）[156]
- アイドル ユニット サマーフェスティバル2010（8月30日・31日、渋谷C.C.Lemonホール）[157]

#### 2011年
- ROCKETMAN SUMMER FES'2011 thank you for the music!!（8月21日、リキッドルーム）[158]
- お台場合衆国2011 めざましライブ スマイレージ（8月22日、お台場合衆国サンサンアイランド MUSICスタジアム）[159]
- メ～テレ秋まつり2011 メ～テレ秋まつりファイナルステージ（9月25日、メ～テレ秋まつり久屋広場特設ステージ）

#### 2012年
- TOWER RECORDS Presents「POP'n アイドル」（2月28日、Zepp Tokyo）[160]
- 春のPON!祭り（3月20日、日本テレビ）[161]
- ニコニコ超会議 スペシャルステージ Hello!Project超会議スペシャルLIVE（4月28日、幕張メッセ 展示ホール GREEN Stage）[162]
- GIRLS POP expectation at サヨナラZepp Sendai（6月3日、Zepp Sendai）[163]
- SUMMER FESTIVAL WATER7 yokohama Blitz（7月31日、横浜BLITZ）
- 汐博2012 汐留☆アイドルカーニバル！2012（8月14日、汐留AX）
- 魁！音楽番付EIGHT スペシャルライブ ハロプロpresents 「ベリキュースマフェスティバル」（8月20日、お台場合衆国サンサンアイランド）
- LIVE GiRLPOP Vol.1～Colorful～（10月26日、Zepp Tokyo）[164]
- お台場合衆国presents「キラキラWINTERLAND」スマイレージライブ（12月16日、お台場合衆国 キラキラWINTERステージ）
- カウントダウンフェス in まえばし（12月31日、グリーンドーム前橋）

#### 2013年
- 日本縦断アイドル乱舞2013（3月20日・30日、umeda AKASO・SHIBUYA-AX）
- 春のPON!祭り（3月30日、日本テレビ）

#### 2014年
- Diver City Idol Festival 2014（3月14日、Zepp Diver City）[165]
- LiVE GiRLPOP Vol.3～flowery～（4月27日、中野サンプラザ）[166]
- TOKYO IDOL FESTIVAL2014（8月2日、ウエストプロムナード広場 SMILE GARDEN）[167]
- JAPAN POP CULTURE CARNIVAL 2014 in MATSUDO（11月3日、松戸森のホール21 大ホール）[168]

#### 2015年
- アイドルオブジャパン in東京スカイツリータウン® Powered by GiRLPOP（6月7日、東京スカイツリータウン）[169]
- 2015神宮外苑花火大会（8月11日、明治神宮外苑 神宮球場ステージ）[170]
- テレビ朝日・六本木ヒルズ 夏祭り SUMMER STATION コカ・コーラSUMMER STATION 音楽LIVE（8月14日、コカ・コーラSUMMER STATION LIVE アリーナ）[171]
- 国民的アニメソングカバーコンテスト 愛踊祭～あいどるまつり～2015 決勝大会（9月22日、TOKYO DOME CITY HALL）[172]

#### 2016年
- メ〜テレ春まつり「SAKURA FES.2016」スペシャル（3月27日、愛・地球博記念公園）[173]
- アイドル横丁夏まつり！！～2016～（7月2日、横浜赤レンガパーク）[174]
- スカパー! presents『FULL CHORUS ～音楽は、フルコーラス～』 in 日本武道館（7月29日、日本武道館）[175]
- テレビ朝日・六本木ヒルズ 夏祭り SUMMER STATION（8月17日、コカ・コーラ SUMMER STATION LIVEアリーナ）[176]
- お台場みんなの夢大陸2016 めざましライブ（8月19日、みんなの夢大陸 GOLD SUMMER スタジアム）[177]
- Northern Music Circuit 2016（9月17日、南浜船だまり）
- SPORTS of HEART MUSIC FES 2016（10月14日、国立代々木競技場第一体育館）[178]
- GIRLS ROCKS（12月8日、品川ステラボール）

#### 2017年
- スカパー! サマーフェス 2017 powered by FULL CHORUS（7月28日、日本武道館）[179]
- 六本木アイドルフェスティバル2017（7月30日、SUMMER STATION LIVEアリーナ）[180]
- rockin'on presents ROCK IN JAPAN FES.2017（8月12日、国営ひたち海浜公園 SOUND OF FOREST）[181]
- GIRLS ROCKS（12月21日、TSUTAYA O-EAST）
- rockin'on presents COUNTDOWN JAPAN 17/18（12月29日、幕張メッセ国際展示場 イベントホール ASTRO ARENA）[182]

#### 2018年
- GIRLS IDOL FESTA 2018（6月9日、ひらかたパーク 野外ステージ）
- テレビ朝日・六本木ヒルズ 夏祭り SUMMER STATION （8月7日、コカ・コーラ SUMMER STATION LIVEアリーナ）
- rockin'on presents ROCK IN JAPAN FES.2018（8月12日、国営ひたち海浜公園 BUZZ STAGE）[183]
- エアトリ presents 毎日がクリスマス 2018～電光石火アフターパーティー"SWEET ANGERME”～（12月11日、横浜赤レンガ倉庫1号館 3Fホール）[184]
- rockin'on presents COUNTDOWN JAPAN 18/19（12月29日、幕張メッセ国際展示場 イベントホール ASTRO ARENA）[185]

#### 2019年
- FUKUOKA MUSIC FES（6月30日、福岡 ヤフオク!ドーム）[186]
- TOKYO IDOL FESTIVAL2019（8月2日、お台場・青海周辺エリア）[187]
- rockin'on presents ROCK IN JAPAN FES.2019（8月4日、国営ひたち海浜公園 SOUND OF FOREST）[188]
- @JAM EXPO（8月25日、横浜アリーナ）[189]
- Rakuten GirlsAward 2019 AUTUMN/WINTER（9月28日、幕張メッセ9～11ホール）[190]
- 第16回東京国際ミュージック・マーケット(16th TIMM)ショーケースライブ（10月29日、Veats Shibuya）
- タワーレコード40周年 Pop’n アイドル04（11月27日、TSUTAYA O-EAST）[191]
- rockin'on presents COUNTDOWN JAPAN 19/20（12月29日、幕張メッセ国際展示場 COSMO STAGE）

#### 2020年
- MelodiX! Fes 2020（2月14日、豊洲PIT）[192]
- rockin'on presents「JAPAN JAM 2020」【開催中止】[注 12]
- rockin'on presents ROCK IN JAPAN FES.2020【開催中止】

#### 2022年
- R-1フェス2022～ピン芸と音楽の祭典～（3月4日、日本青年館ホール）[193]
- LIVE SDD 2022（3月21日、大阪城ホール）[194]
- rockin'on presents「JAPAN JAM 2022」（5月3日、千葉市蘇我スポーツ公園 SUNSET STAGE）[195][196]
- rockin'on presents ROCK IN JAPAN FESTIVAL 2022（8月12日、千葉市蘇我スポーツ公園 PARK STAGE）
- rockin'on presents COUNTDOWN JAPAN 22/23（12月29日、幕張メッセ国際展示場1～8ホール・イベントホール GALAXY STAGE）

#### 2023年
- rockin'on presents「JAPAN JAM 2023」（4月30日、千葉市蘇我スポーツ公園 SKY STAGE）
- ROCK IN JAPAN FESTIVAL 2023（8月13日、千葉市蘇我スポーツ公園 GRASS STAGE）
- rockin'on presents COUNTDOWN JAPAN 23/24（12月29日、幕張メッセ国際展示場1～8ホール・イベントホール GALAXY STAGE）

#### 2024年
- LIVE SDD 2024（3月9日、大阪城ホール）
- rockin'on presents「JAPAN JAM 2024」（5月3日、千葉市蘇我スポーツ公園 SUNSET STAGE）
- TOKYO IDOL FESTIVAL 2024 supported by にしたんクリニック（8月2日、お台場・青海周辺エリア） - 川村・川名・為永・松本
- ROCK IN JAPAN FESTIVAL 2024（8月12日、千葉市蘇我スポーツ公園 PARK STAGE）
- Motegi Night Live（10月5日、モビリティリゾートもてぎ Motoステージ）
- rockin'on presents COUNTDOWN JAPAN 24/25（12月29日、幕張メッセ国際展示場1～11ホール・イベントホール COSMO STAGE）

#### 2025年
- あざとくて何が悪いの?秘密の大あざとフェス（4月22日、EXシアター六本木）
- rockin'on presents「JAPAN JAM 2025」（5月4日、千葉市蘇我スポーツ公園 SKY STAGE）
- LuckyFes（8月9日、国営ひたち海浜公園 RAINBOW STAGE）
- MotoGP™ Night Live（9月26日、モビリティリゾートもてぎ Motoステージ(中央エントランス特設ステージ)）

### イベント
- GTFグリーンチャレンジデー2021オンライン（2021年11月7日） - 川村・佐々木・橋迫
- UNIDOL 2022 Summer 決勝戦/敗者復活戦（2022年8月21日、NHKホール） - シークレットゲスト

### 学園祭
- スマイレージスペシャルミニコンサート in 日本大学砧祭（2010年10月31日、日本大学 商学部）
- 立正大学学園祭 橘花祭「アーティストライブin立正大学大崎キャンパス」（2013年11月3日、立正大学 大崎キャンパス）
- 防衛医科大学校 第40回並木祭 アンジュルムライブイベント（2015年10月10日、防衛医科大学校）
- 東京経済大学葵祭 学生会・新聞会・文化会合同企画 ARTIST LIVE 2015（2015年11月1日、東京経済大学）
- 日本大学 法学部 法桜祭 アンジュルム SAKURA SONIC 2015「SAKURA SONIC 2015 ～ハロー！Bunriでバコーン！～」（2015年11月2日、日本大学 法学部 本館）

### 舞台
- ケータイ刑事「歌だ!祭りだ!〜BS・TBSサマーパーティーin赤坂BLITZ!ファン感謝祭歌謡祭〜」(2009年8月27日、赤坂BLITZ) - 真野恵里菜のバックダンサー
- 恋するハローキティ（2009年11月11日 - 19日、青山円形劇場）[197] - 真野恵里菜と共演
- 劇団プロジェクト ゲキハロ第8回公演「おばぁちゃん家のカレーライス〜スマイルレシピ〜」（2010年8月18日 - 22日、六本木俳優座劇場）[198]
- 劇団プロジェクト 全労済ホールスペース・ゼロ提携公演 「もしも国民が首相を選んだら 」（2013年4月24日 - 30日、全労済ホールスペース・ゼロ）[199] - 和田・福田
- 劇団プロジェクト ゲキハロ第13回公演 「我らジャンヌ〜少女聖戦歌劇〜」（2013年9月6日 - 23日、東京：池袋サンシャイン劇場 大阪：シアターBRAVA!）[200] - Berryz工房と共演
- 演劇女子部 ミュージカル「LILIUM-リリウム 少女純潔歌劇-」（2014年6月5日 - 21日、東京：池袋サンシャイン劇場 大阪：森ノ宮ピロティホール）[201] - モーニング娘。'14（譜久村・鞘師・鈴木・石田・佐藤・工藤・小田）と共演
- 演劇女子部 S/mileage's JUKEBOX MUSICAL「SMILE FANTASY!」（2014年10月4日 - 13日、全労済ホールスペース・ゼロ）[202]
- 演劇女子部「MODE」（2016年10月1日 - 10日、全労済ホールスペース・ゼロ）[203]
- 演劇女子部「夢見るテレビジョン」（2017年10月5日 - 15日、全労済ホールスペース・ゼロ）[204]
- 演劇女子部 全労済ホール/スペース・ゼロ提携公演「アタックNo.1」（2018年11月29日 - 12月9日、全労済ホールスペース・ゼロ）[205] - CHICA＃TETSU（BEYOOOOONDS）と共演

## 出演

### テレビドラマ
- 半分エスパー（2010年1月15日 - 3月19日、フジテレビTWO）

### バラエティ
- 美女学（2010年4月1日 - 2011年4月14日、テレビ東京他）
- なるほどプレゼンター!花咲かタイムズ「花咲かディズニー」（2010年7月31日 - 2012年3月31日、CBCテレビ）
- ハロプロ!TIME（2011年4月21日 - 2012年5月31日、テレビ東京、BSジャパン他）
- S/mile Factory（2011年4月26日、5月24日、6月28日、スペースシャワーTV）毎月第4火曜日21:00 - 21:30、再放送：翌日曜日21:30 - 22:00
- スマイレージのその常識チョトマテクダサイ!（2012年1月28日 - 2月18日、毎日放送） - 地上波初の冠番組[206]。
- ハロー!SATOYAMAライフ（2012年6月7日 - 2013年12月26日、テレビ東京、BSジャパン他）
- The Girls Live（2014年1月9日 - 2019年3月25日、テレビ東京、BSテレ東他）
- AI・DOLプロジェクト（2019年4月1日 - 2020年3月30日、テレビ東京、BSテレ東他）
- ハロドリ。（テレビ東京、BSテレ東他）
  - 無印（2020年4月6日 - 2023年3月27日）
  - HELLO!PROJECT 25YEARS（2023年4月3日 - 12月26日）
  - 無印2期（2024年1月9日 - 6月25日）
  - -MUSIC-（2024年7月9日 - ）

- アンジュルムのハロプロ!TOKYO散歩（スペースシャワーTVプラス→シーズン5よりスペースシャワーTV）[207]
  - Season3（2021年6月23日 - 2022年1月26日）
  - Season4（2022年6月22日 - 9月28日）
  - Season5（2023年1月16日 - 6月12日）
  - Season6（2023年10月30日 - 2024年2月26日）
  - 房総で暴走しちゃうぞ2025春スペシャル（2025年2月25日（24日深夜） - 3月17日）

### その他のテレビ番組
- ひめチェン!おとぎちっくアイドル リルぷりっ（2010年4月4日 - 2011年3月27日、テレビ東京系列） - 和田・前田・福田[208]
- のりのり♪のりスタ（2011年4月6日 - 2012年3月28日、テレビ東京系列） - 和田・前田・福田
- おはよう朝日です「ライオンちゃんの星占いコーナー」BGM（2010年7月 - 9月、朝日放送） - 「○○ がんばらなくてもええねんで!!」
- コラボTV・うたすきっ!!アイドル「スマイレージのうたすきっ!!」（BS-TBS、2011年6月3日） - JOYSOUND「うたスキ」との連動企画[209]
- 24時間テレビ 愛は地球を救う34（2011年8月21日、日本テレビ）[210]
- 大科学実験スペシャル～まだまだ、やってみなくちゃわからない～（2012年5月4日、NHK総合）
- ミューサタ 春のスペシャル!Diver City Idol Festival（2014年4月12日、フジテレビ）
- 東京アイドルフェスティバル2014～史上最多!アイドル138組が大集結!!～（2014年9月6日、フジテレビ）
- 指原議長とアイドル国会（2016年12月22日、フジテレビ）- 竹内・室田・笠原[211]
- アンジュルム～輪廻転生(リインカーネーション)～SPECIAL（2019年5月18日、スペースシャワーTVプラス）[212]
- アンジュルムの結局はLOVEでしょ!!（2020年9月26日、CSテレ朝チャンネル1）[213]
- スペシャプラス!precious STAGE ～アンジュルム〜（2021年7月18日、スペースシャワーTVプラス）[214]
- 趣味どきっ!（2022年10月 - 11月、NHK Eテレ） - 川村・川名・平山
- 竹内朱莉卒業直前!アンジュルム『アイノケダモノ / 同窓生』発売記念スペシャル（2023年6月19日、スペースシャワーTV）[215]
- テレ東60祭!ミュージックフェスティバル2023～一生聞きたい!昭和・平成・令和ヒット曲100連発～（2023年11月15日、テレビ東京）
- アンジュルム特番～佐々木莉佳子のやさしい世界へ 君もおいでよ～（2024年6月10日、スペースシャワーTV）[216]
- アンジュルム 佐々木莉佳子卒業特番～ ANGERME MOVIE ～（2024年7月13日、CSテレ朝チャンネル1）
- アンジュルム特番’24～10人のアンジュルム～（2024年11月25日、スペースシャワーTV）
- アンジュルム 川村文乃プロデュース『結局はLOVEでしょ!! The final』（2024年12月1日、CSテレ朝チャンネル1）

### 音楽祭・音楽特番
- 第52回 輝く!日本レコード大賞（2010年12月30日、TBSテレビ・ラジオ）
- 2015 FNS歌謡祭 第2夜（2015年12月16日、フジテレビ）
- 2016 FNSうたの夏まつり 〜海の日スペシャル〜（2016年7月18日、フジテレビ）
- FULL CHORUS ～音楽は、フルコーラス～ 拡大版（2016年11月15日、BSスカパー！）
- 音楽の日2017（2017年7月15日、TBS）
- CDTVスペシャル!年越しプレミアライブ2017→2018（2017年12月31日、TBS）
- テレ東60祭！ミュージックフェスティバル2023～一生聞きたい！昭和・平成・令和ヒット曲100連発～（2023年11月15日、テレビ東京）[217]
- 超音波#（2024年3月24日、テレビ東京）

### 映画
- 怪談新耳袋 異形（2012年8月11日順次公開） - 主演[218][219]

### ラジオ
- FIVE STARS（2010年3月[220] - 2011年9月、インターFM） - 前田・福田
- スマイレージステーション1422（2013年1月 - 2014年12月）→アンジュルムステーション1422（2015年1月 - 、アール・エフ・ラジオ日本）- 2期メンバー→全メンバーの交代制

### CM・イメージキャラクター・その他広告活動
- チュンソフト（現：スパイク・チュンソフト）「ぞんびだいすき」（2011年1月20日） - ニンテンドーDS用ソフト[221]
- 2011 夏の秋葉原電気街まつり（2011年7月2日 - 24日、秋葉原電気街振興会）
- 2011 冬の秋葉原電気街まつり（2011年11月23日 - 12月25日、秋葉原電気街振興会）
- 秋葉原電気街まつり（2012年、秋葉原電気街振興会）[222]
- ミスタードーナツ「ジンジャーリング 恋のダイヤル6700」篇（2012年6月 - 7月、ダスキン）[223]
- 総合通信局平成24年度電波利用環境保護周知啓発用ポスター、リーフレット、ステッカー等[224]
- 「ボウリングの日」PR応援団長（2013年6月18日、日本ボウリング場協会）[225]
- au × HELLO! PROJECT 20th 音のVR アンジュルム（2018年3月31日 - 9月30日、KDDI）[226]
- デイリー「アンジュルム ONLY ONE キャンペーン」（2019年11月）[227]
- サンスター「Ora2 me」Webタイアップ（2020年11月 - ）[228]

### インターネット
- スマイレージWebトーク「TAKEOFF」（2009年12月24日 - 2011年12月23日[229]、ファンクラブ限定配信）
- 生スマ! 〜ハッシュドポテトは#smileage〜（2010年7月29日 - 2011年8月18日、Ustream）[230]毎週木曜日20:00 - 21:00
- 帰ってきた！生スマ！〜ハッシュドポテトは#smileage〜（2012年8月8日 - 、Ustream）[231]毎週水曜日19:30 - 20:30

### アプリケーション
- スマイレージ（2010年9月27日、アップフロントワークス） - iOS専用アプリ、無料[232]、2011年3月31日サービス終了
- HMV the music & movie master 次世代アイドル特集号（2010年11月11日、portrate,inc.） - 無料[233]、2011年3月31日サービス終了
- au × HELLO! PROJECT 20th アンジュルム × 音のVR（2018年5月31日、KDDI） - iOS専用アプリ、無料、2018年9月30日サービス終了

## 書籍
- アンジュルムック（2019年5月24日、集英社）ISBN 978-4-08-788020-5[234]
  - 編集長はアンジュルムのファンである女優の蒼井優と菊池亜希子。
- ANGERME RINA FASHION TOOL Petunia ― 勝田里奈編集長と12人のアンジュルム（2019年9月25日、主婦の友社）ISBN 978-4074373468[235]

### 写真集
- スマイレージ 1st LIVE写真集『デビルスマイル エンジェルスマイル』（2010年12月20日、東京ニュース通信社）ISBN 978-4-86336-126-3[236]
- ファーストオフィシャルPhotobook『スマイレージ①』（2011年9月26日、ワニブックス）ISBN 978-4847043963[237]
  - 和田・前田・福田・小川・中西・小数賀・竹内・勝田・田村の9人体制のスマイレージによるフォトブック。写真だけでなく、ロングインタビューも収録されている[238]。
- スマイレージ②〜あやかのん18歳の約束〜（2013年4月25日、ワニブックス、撮影：佐藤裕之）ISBN 978-4847045523[239][240]
  - 和田・福田高校卒業記念2ショット写真集。
- スマイレージ③ 〜6人でFULL CHARGE〜（2014年7月25日、ワニブックス、撮影：多月宏文・スマイレージ）ISBN 978-4847046636[241][242]
  - 『スマイレージ ライブツアー 2014 春〜スマイルチャージ〜』のライブ風景と、メンバー同士で撮影をし合ったオフショット写真集。
- アンジュルム 密着ドキュメンタリーフォトブック『アンジュルムと書いて、青春と読む。』（2019年9月15日、東京ニュース通信社）[243]

### 雑誌連載
- B.L.T.「スマイレージのスマイルストレージ」（2009年9月24日 - 連載終了時期不明、東京ニュース通信社）